# Roquefort-des-Corbières
Roquefort-des-Corbières – miejscowość i gmina we Francji, w regionie Oksytania, w departamencie Aude. Gmina znajduje się na terenie Parku Regionalnego Narbonnaise en Méditerranée. 
Według danych na rok 1990 gminę zamieszkiwało 616 osób, a gęstość zaludnienia wynosiła 14 osób/km² (wśród 1545 gmin Langwedocji-Roussillon Roquefort-des-Corbières plasuje się na 463. miejscu pod względem liczby ludności, natomiast pod względem powierzchni na miejscu 79.).

## Zabytki
Zabytki w miejscowości posiadające status Monument historique:
- kamienie milowe (bornes milliaires)